# 黒磯小2女児誘拐事件
黒磯小2女児誘拐事件（くろいそしょうにじょじゆうかいじけん）は、2001年（平成13年）8月14日に栃木県黒磯市（現・那須塩原市）で発生した誘拐事件である。

## 事件の概要
2001年（平成13年）8月14日午前11時55分頃、栃木県黒磯市（現・那須塩原市）豊町で無職の男X（当時22歳）と無職の男Y（当時21歳）が、黒磯市立東原小学校2年生の女児（当時7歳）を自動車（Yが運転）に押し込み拉致、黒磯市内のアパート（Yの自宅）に連れ込み、監禁した。女児は、祖父の家の前の路上で、妹と水遊びをしていたところだった。
アパートでは、女児の目を粘着テープでふさぎ、両手足を布のベルトで縛って「静かにしろ。静かにしないと死ぬことになる」と脅し、逃げられないようにした。その後、8月15日に女児を黒磯市文化会館（現・大正堂くろいそみるひぃホール）前まで自動車で連れて行き、10円玉数枚を渡して解放した。

## 捜査
栃木県警捜査一課は未成年誘拐容疑で捜査を開始、黒磯警察署（現：栃木県那須塩原警察署）に捜査本部を設置した。
2001年8月15日、黒磯警察署は女児を黒磯市文化会館（現・大正堂くろいそみるひぃホール）で保護した。同日午後0時6分、女児が文化会館の公衆電話から祖父宅に電話し、これを受けた母親は黒磯警察署に連絡。駆けつけた署員が女児を発見、保護した。女児は解放時、電話代の小銭を持たされており、自分で祖父宅に電話をかけた。
2001年8月17日、黒磯警察署捜査本部は容疑者が男2人であることを突き止め、似顔絵を公開した。また、女児の供述から犯人が誘拐に使用した乗用車にどこでもいっしょの登場キャラクター「トロ」のぬいぐるみが吊るされていたことが分かった。さらに女児が監禁場所について「白っぽい汚れた建物」「外に階段があった」「部屋がワンルームだった」と詳細な供述をしたため、供述を基に捜査を進めていくうちにX、Yが捜査線に浮上した。
2001年8月19日、黒磯警察署捜査本部はYを未成年誘拐容疑で指名手配した。
2001年8月21日、黒磯警察署捜査本部はXを未成年誘拐容疑で指名手配した。
2001年8月22日、黒磯警察署捜査本部はXを未成年誘拐容疑で逮捕した。逮捕にあたって、Xの母親から「息子が出頭するといっている」と捜査本部に電話があり、捜査員が黒磯市内の自宅に急行するとXを発見、任意同行を求めた際に容疑を認めたため逮捕に至った。
Xは逮捕後の調べに対し女児誘拐はゲーム感覚で「かわいかったので手元に置きたくなった」と述べた。また「趣味はアニメとゲームで、東京で開かれるアニメキャラのコスプレにもよく参加していた。架空の世界の主人公になりきるのが好きだった」と、自らの性癖を明かし、捜査員を呆れさせた。親しい友人に「今度、小学生を狙おうかな」とも漏らしていたことから、現実と虚構の間で“ゲーム”感覚の犯行に及んだとみられた。
2001年8月28日、黒磯警察署捜査本部はYの新たな似顔絵を公開した。また、Yが首都圏に潜伏している可能性が高いと見て捜査範囲を東京都や埼玉県などに拡大して捜査にあたった。
2001年9月3日、黒磯警察署捜査本部はYをさいたま市内で発見、未成年誘拐、監禁容疑で逮捕した。逮捕にあたって、同日午後に「建設会社の寮に寝泊まりしていたが、テレビニュースで見た手配書に似た人がいた」と埼玉県警察に通報があり、駆けつけた捜査員がさいたま市内の建設会社作業員宿舎でYを発見。午後7時30分に大宮西警察署で逮捕に至った。
Yは女児を解放した後、Xと別行動を取り西那須野町（現・那須塩原市）の母親宅を訪れた際、母親から自首を促されたが、「一人で自首できる」と言い残し行方をくらました。その後は偽名を使用してさいたま市内や茨城県内の工事現場で建設作業員として勤務していた。
2001年9月11日、宇都宮地検はXを未成年誘拐、監禁の罪で起訴した。
2001年9月24日、宇都宮地検はYを営利目的等略取、監禁などの罪で起訴した。これに伴いXも同罪に訴因変更した。

## 裁判
2001年11月20日、宇都宮地裁（肥留間健一裁判長）で初公判が開かれ、X、Yの2人とも起訴事実を全面的に認めた。冒頭陳述で検察側はXが新潟の女性監禁事件に触発され「新潟を越えようぜ」とYに提案。Yも最終的には応じたため、プールなどで女児を探していたと指摘した。
2002年1月15日、Yに対する弁護側の被告人質問が行われ、弁護側の質問に対しYは「Xと顔を合わせると拉致しようと言う話ばかりになり、何日も言われた。自分にももともと（拉致しようという）気はあったが、刺激され、最終的には自分で実行を決めた」とXが主導立場で犯行計画を持ち込み、それに触発されたと供述した。一方、Xは「犯行を持ちかけ、主導的立場をとったのはYだ。検察側の冒頭陳述はYの調書をもとにつくられていて不満だ」とYが主導的立場であったと弁護人経由で主張した。
2002年3月14日、Yに対する検察側の被告人質問が行われ、検察側が場合によっては女児の殺害を考えていたかという質問に対し、Yは「あったと思う。見つかったら警察に捕まる。刑務所に行かないといけないので、どうにかして口封じをと考えた」と女児殺害を考えていたことを明かした。また、Yは「重大な犯罪という認識はあったが、ばれなければ犯罪は成立しないと思った」と供述した。
2002年12月24日、論告求刑公判が開かれ、検察側は「アニメゲームの登場人物を操るように、想像と現実の区別がつかなくなり、被害者を命のない物体のように扱った犯行で、酌量の余地はない」としてX、Yに懲役10年を求刑した。
2003年1月24日、最終弁論が開かれX、Yの弁護側は互いに「共犯の被告に巻き込まれた」と主張して裁判が結審した。
2003年3月20日、宇都宮地裁（飯渕進裁判長）で判決公判が開かれ「言語道断の所業で女児が受けた心身の打撃は計り知れない」としてX懲役8年、Yに懲役7年6か月の実刑判決を言い渡した（現在は出所）。